# Fidena tenuistria
Fidena tenuistria är en tvåvingeart som först beskrevs av Walker 1848.  Fidena tenuistria ingår i släktet Fidena och familjen bromsar. Inga underarter finns listade i Catalogue of Life.